# Campeonato Pernambucano 1915
In 1915 werd het eerste Campeonato Pernambucano gespeeld voor voetbalclubs uit de Braziliaanse staat Pernambuco. De competitie werd georganiseerd door de FPF en werd gespeeld van 1 augustus tot 12 december. SC Flamengo werd kampioen. 

## Eindstand
| Plaats | Club       | Wed. | W | G | V | Saldo | Ptn. |
| ------ | ---------- | ---- | - | - | - | ----- | ---- |
| 1.     | Santa Cruz | 5    | 3 | 2 | 0 | 8:0   | 8    |
| 2.     | Flamengo   | 5    | 3 | 2 | 0 | 6:2   | 8    |
| 3.     | Torre      | 5    | 3 | 2 | 0 | 3:1   | 8    |
| 4.     | Peres      | 5    | 1 | 1 | 3 | 1:5   | 3    |
| 5.     | América    | 5    | 1 | 1 | 3 | 0:6   | 3    |
| 6.     | Colligação | 5    | 0 | 0 | 3 | 0:4   | 0    |

|  | Gekwalificeerd voor finalegroep |

## Finalegroep
| Plaats | Club       | Wed. | W | G | V | Saldo | Ptn. |
| ------ | ---------- | ---- | - | - | - | ----- | ---- |
| 1.     | Flamengo   | 2    | 2 | 0 | 0 | 9:3   | 4    |
| 2.     | Santa Cruz | 2    | 1 | 0 | 1 | 7:6   | 2    |
| 3.     | Torre      | 2    | 0 | 0 | 2 | 1:8   | 0    |

|  | Kampioen |

## Kampioen
| Campeonato Pernambucano de 1915 |
| Pernambuco                      |
| ------------------------------- |
| FLAMENGO Kampioen (1° titel)    |